# Wetenschap in 1934
Hier volgen wetenschappelijke en technologische ontwikkelingen uit het jaar 1934. Deze zijn niet in de normale overzichten geplaatst omdat het vaak moeilijk is ze aan een bepaalde dag of zelfs maand toe te schrijven.
- Kortegolfstraling wordt ontdekt als middel bij angina pectoris.
- De automatische koppeling wordt uitgevonden.
- Een nieuw koelsysteem voor auto's wordt uitgevonden, waarbij de smeerolie van de motor als koelmiddel dient.
- In Egypte wordt een nog onbekend deel van het werk van Gaius ontdekt.
- 30 januari: De Ossoaviachim, een Russische stratosfeerballon met piloot Pavel Fedosejenko bereikt een hoogte van 22 km. Men wil doorgaan tot 30 km, maar hij stort neer. Op verschillende hoogten zijn foto's en kleurmetingen gemaakt.
- 23 februari: Het planetarium in Den Haag wordt geopend.
- Baltzar von Platen ontwikkelt het glesumsysteem voor het transformeren van gelijkstroom.
- De eerste geslaagde hoornvliestransplantaties vinden plaats.
- Claud Johnson en Ernest Goodpasture ontdekken het virus dat de bof veroorzaakt.
- Keukenzout wordt ontdekt als middel tegen de ziekte van Addison.
- Gustav Rundstatler bouwt een schrijfmachine om muzieknotatie te typen.
- André Malraux ontdekt een ruïnestad in het noorden van de Rub-al-Khali.
- In de pastorie van Bamble (Noorwegen) wordt de eerste druk (uit 1563) van de verzamelde geschriften van Maarten Luther ontdekt.
- Bij de Heilig Grafkerk in Jeruzalem en de Geboortekerk in Bethlehem vinden opgravingen plaats.
- Een gebrek aan vitamine B1 wordt vastgesteld de oorzaak van de ziekte beriberi te zijn.
- Theodor Svedberg behaalt met een ultracentrifuge 160.000 toeren per minuut, en bereikt daardoor een kracht van meer dan 1.000.000 g.
- Evipan-natrium wordt in gebruik genomen als narcoticum.
- Wander Johannes de Haas en Eliza Cornelis Wiersma doen onderzoekingen bij temperaturen vlak boven het absolute nulpunt.
- 12 en 16 augustus: William Beebe, met zijn assistant Otis Barton, bereikt in zijn bathysfeer recorddieptes van respectievelijk 765 en 923 meter.
- Enkele keren wordt geclaimd dat element 93 (Neptunium) is ontdekt of gemaakt, maar deze blijken onjuist.
- Frédéric en Irène Joliot-Curie ontdekken een nieuwe vorm van radioactief verval, waarbij positronen worden uitgezonden. Ze bevestigen het bestaan van het neutron in atoomkernen en stellen de massa vast op 1,01 keer die van het proton.
- Sven Hedin onderzoekt in Chinese dienst de route voor een autoweg door Chinees Turkestan naar Ürümqi. De expeditie doet diverse interessante wetenschappelijke ontdekkingen.
- Een meerjarige expeditie van Lauge Koch naar Groenland wordt afgesloten. Naast uitgebreid geologisch onderzoek, is ook de ontdekking (in 1932) van Ichthyostega, een overgangsvorm tussen vissen en amfibieën, door Gunnar Säve-Söderbergh van belang.
- Ghosh vindt een nieuw middel tegen cholera.
- De Nobelprijs voor de Scheikunde wordt gewonnen door Harold Urey voor het bewijs van en het onderzoek naar zwaar waterstof.
- 15 november: Richard Byrd onderneemt een grote ontdekkingsvlucht over Antarctica.
- In de Spaanse provincie Castellón, in de ravijn van Garulla worden prehistorische grottekeningen ontdekt.
- 26 december: De Franse vliegenier Delmotte bereikt een nieuw snelheidsrecord van 506,672 km/u.